# Vječna vatra u Sarajevu
Vječna vatra je spomenik vojnim i civilnim žrtvama Drugog svjetskog rata u Sarajevu. Spomenik je napravljen 6. travnja 1946. godine na prvu godišnjicu oslobođenja Sarajeva od njemačke okupacije.
Spomenik se nalazi u centru grada, na križanju ulica Mula Mustafe Bašeskija, Maršala Tita i Ferhadije.
Tijekom opsade Sarajeva, plamen na spomeniku je bio ugašen jer u gradu nije bilo potrebnog goriva.

## Tekst napisan na zidu
| Tekst napisan na zidu |
| HRABROŠĆU I ZAJEDNIČKI PROLIVENOM KRVLJU BORACA BOSANSKO-HERCEGOVAČKIH, HRVATSKIH, CRNOGORSKIH I SRPSKIH BRIGADA SLAVNE JUGOSLAVENSKE ARMIJE, ZAJEDNIČKIM |
| NAPORIMA I ŽRTVAMA SARAJEVSKIH RODOLJUBA SRBA, MUSLIMANA I HRVATA 6 APRILA 1945 OSLOBOĐENO JE SARAJEVO GLAVNI GRAD NARODNE REPUBLIKE BOSNE I HERCEGOVINE  |
| VJEČNA SLAVA I HVALA PALIM JUNACIMA ZA OSLOBOĐENJE SARAJEVA I NAŠE OTADŽBINE O PRVOJ GODIŠNJICI SVOGA OSLOBOĐENJA ZAHVALNO SARAJEVO                       |

## Vanjske poveznice
- Vječna vatra u Sarajevu